# Amphoe Mae Sariang
Mae Sariang  (thaï : อำเภอแม่สะเรียง) est un amphoe de la province de Mae Hong Son, dans le nord de la Thaïlande

## Galerie

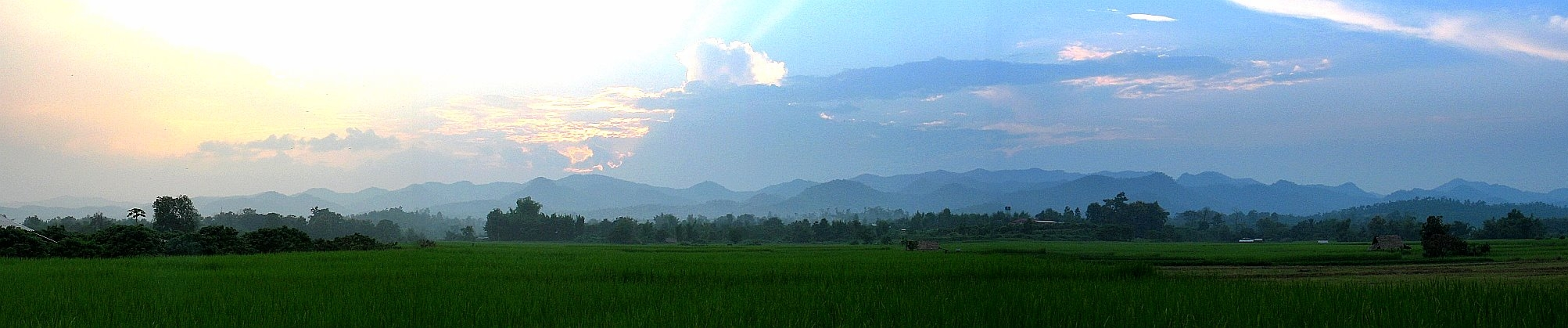
Panorama des montagnes au sud-ouest de la ville de Mae Sariang, au coucher du soleil. Des rizières couvrent le fond de la vallée.

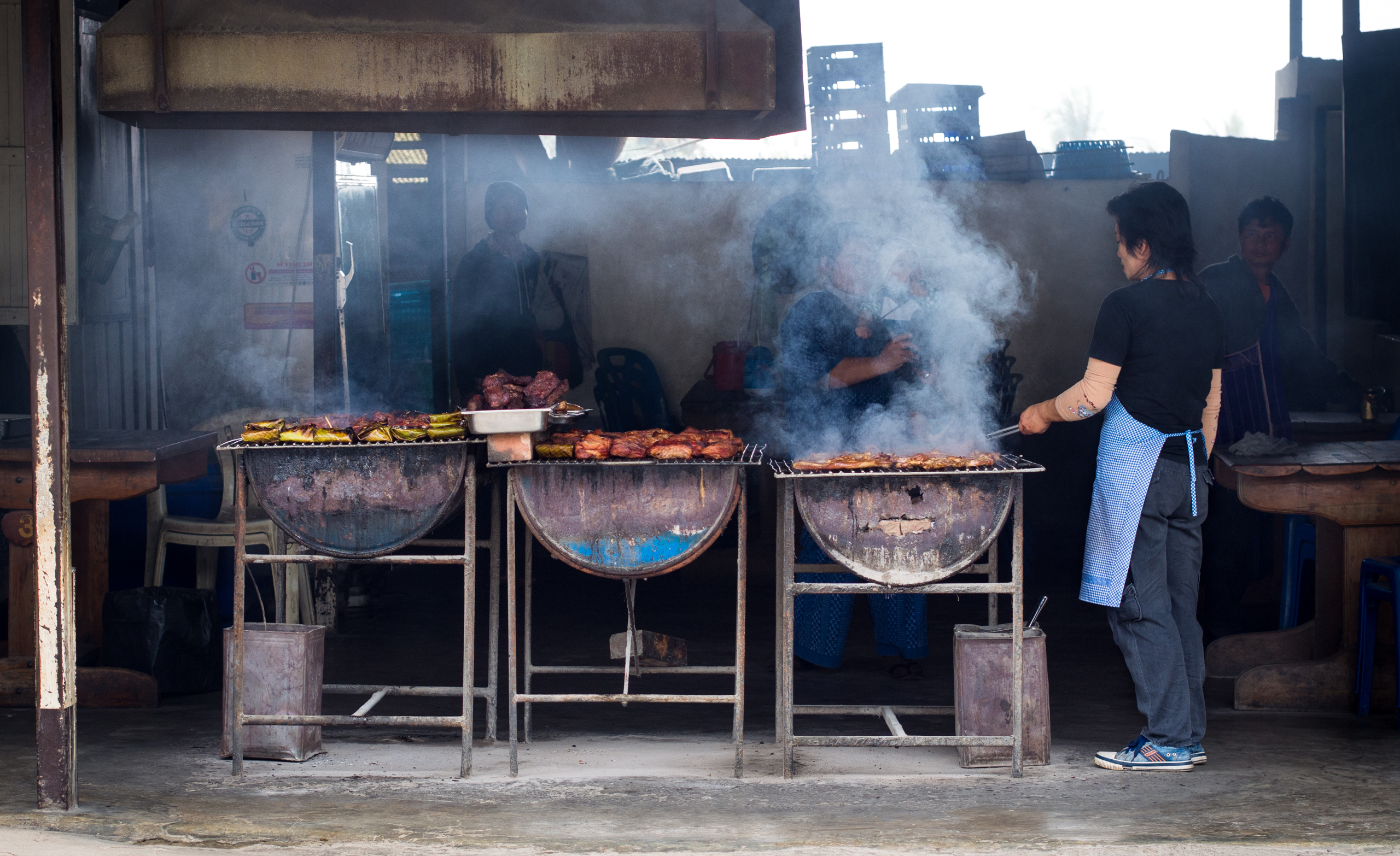
Cuisine de rue à Mae Sariang
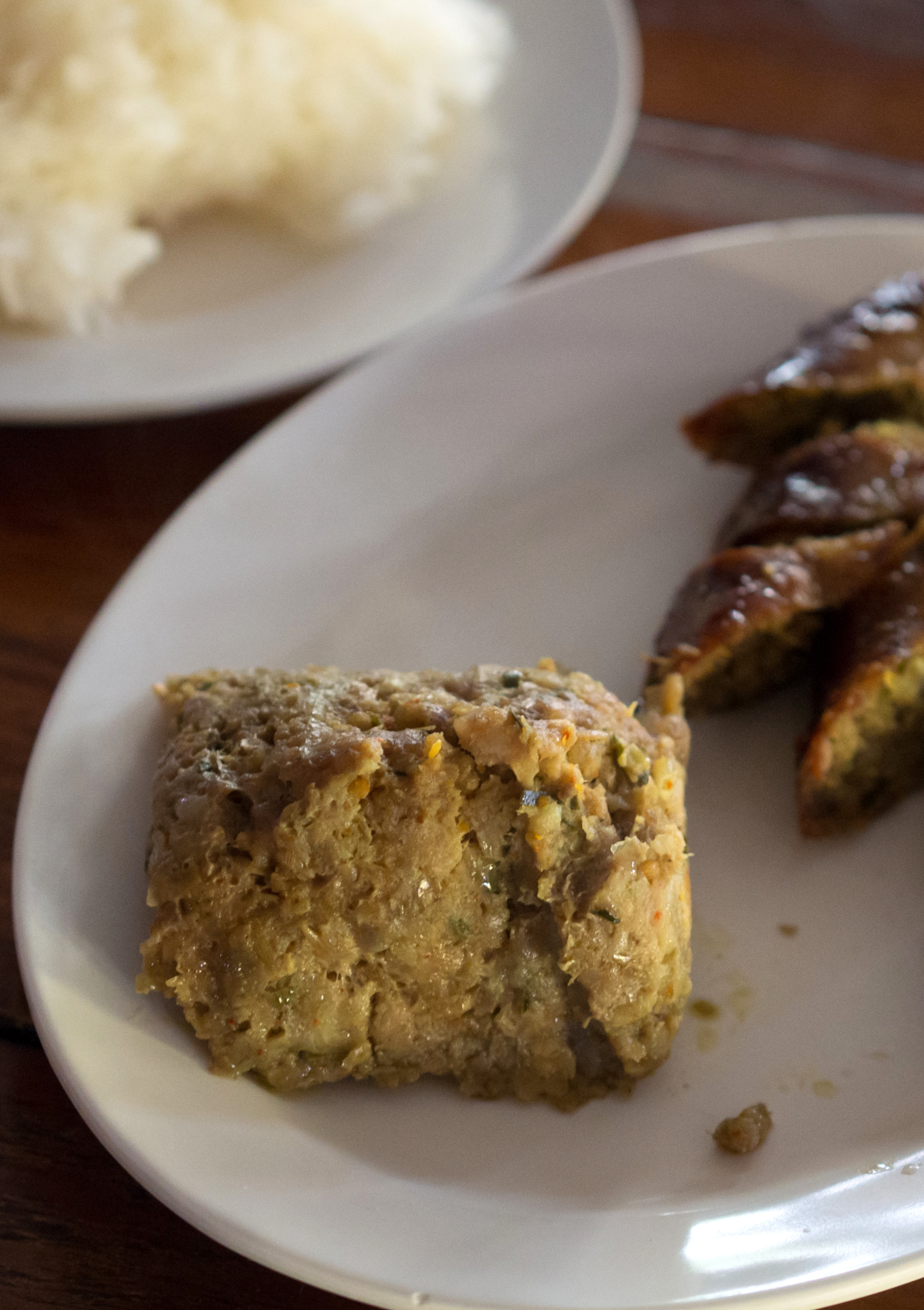
Aep ong-o (de la cervelle de porc et des œufs au curry grillés dans des feuilles de bananier) dans un restaurant de Mae Sariang.